# لوزاج
لوزاج (به لاتین: Luzaj) یک روستا در آلبانی است که در استان برات واقع شده‌است.